# Judo ai XVII Giochi dei piccoli stati d'Europa
Le competizioni di judo ai XVII Giochi dei piccoli stati d'Europa si sono svolte dal 31 maggio al 2 giugno 2017.

## Podi

### Maschile
| Evento         | Oro                    | Argento                | Bronzo                                         |
| fino a 60 kg   | Yann Siccardi          | Christos Skouroumounis | Rodney Zammit                                  |
| fino a 66 kg   | Tom Schmit             | Benjamin Scariot       | Jusuf Nurkovic                                 |
| fino a 73 kg   | Cedric Berti           | Salsa Sinanovic        | Charilaos Hadjaidamou Claudio Nunes Dos Santos |
| fino a 81 kg   | Milic Arso             | Johan Blanc            | Kyriakos Nicolau Bilgee Bayanaa                |
| fino a 90 kg   | Marko Bubanja          | Paolo Persoglia        | David Buechel Denis Barboni                    |
| fino a 100 kg  | Danilo Pantić          | Valentin Knobloch      | Grimur Ivarsson                                |
| oltre 100 kg   | Thormodur Arni Jonsson | Panagiotis Kyriakou    | Non assegnato                                  |
| Gara a squadre | Montenegro             | Cipro                  | Monaco Lussemburgo                             |

### Femminile
| Evento         | Oro                       | Argento            | Bronzo            |
| fino a 52 kg   | Elma Licina               | Kim Eiden          | Yamina-Sara Allag |
| fino a 57 kg   | Manon Durbach             | Judith Bidermann   | Non assegnato     |
| fino a 63 kg   | Ivana Sunjevic            | Taylor King        | Non assegnato     |
| fino a 70 kg   | Lynn Mossong              | Laura Salles Lopez | Jovana Pekovic    |
| fino a 78 kg   | Anna Soffia Vikingsdottir | Jessica Zannoni    | Monique Kedinger  |
| Gara a squadre | Montenegro                | Lussemburgo        | Liechtenstein     |

## Medagliere
| Pos.   | Paese         | Oro | Argento | Bronzo | Totale |
| ------ | ------------- | --- | ------- | ------ | ------ |
| 1      | Montenegro    | 7   | 1       | 2      | 10     |
| 2      | Lussemburgo   | 3   | 4       | 4      | 11     |
| 3      | Monaco        | 2   | 2       | 2      | 6      |
| 4      | Islanda       | 2   | 0       | 1      | 3      |
| 5      | Cipro         | 0   | 3       | 2      | 5      |
| 6      | San Marino    | 0   | 2       | 0      | 2      |
| 7      | Liechtenstein | 0   | 1       | 3      | 4      |
| 8      | Andorra       | 0   | 1       | 0      | 1      |
| 8      | Malta         | 0   | 0       | 1      | 1      |
| Totale | Totale        | 13  | 13      | 15     | 42     |